# Бодешти (Барбатешти)
Бодешти (рум. Bodești) насеље је у Румунији у округу Валча у општини Барбатешти. Oпштина се налази на надморској висини од 423 m.

## Становништво
Према подацима из 2002. године у насељу је живело 1141 становника, од којих су сви румунске националности.